# Sokolarstvo
Sokolarstvo je jedan od načina lova pomoću posebno uvježbanih ptica grabljivica poput sokola, jastreba ili orlova. Koristi se za lov primjerice zečeva i ptica. Sokolarstvo se obično može naći na prostorima velikih seoba ptica i njime se bave ljudi svakog godišta, spola, amaterski ili profesionalno. Osoba koji se bavi sokolarstvom naziva se sokolar.
Nije točno poznato gdje je nastalo sokolarstvo, ali se pretpostavlja da je nastalo negdje u stepama južne Azije.
U Europi je sokolarstvo stoljećima bilo privilegija plemstva, a u Hrvatskoj se pojavljuje već od 9. stoljeća.

## Kultura sokolarstva
Sokolarstvo je tradicijska djelatnost koja uključuje odgoj i treniranje ptica grabljivica da love plijen u prirodi. Iako je izvorno bio jedan od načina prikupljanja hrane, danas se više smatra tradicijskom vještinom i umijećem kojemu cilj nije uzimanje iz prirode, nego dijeljenje plijena s grabežljivcem. Sokolari razvijaju snažne duhovne veze sa svojim pticama za čiji uzgoj, trening i rukovanje je potrebna iznimna požrtvovanost. Sokolarstvo se također i prenosi s koljena na koljeno kao obiteljska baština (npr. u Mongoliji, Maroku, Kataru, Saudijskoj Arabiji i Ujedinjenim Arapskim Emiratima gdje očevi vode djecu u pustinju kako bi izgradili povjerenje putem treninga), ali i formalizirana obuka u klubovima.
Iako svjetski sokolari potječu iz različitih sredina oni svi dijele zajedničke vrijednosti poput tradicija i navika, te metoda treninga i skrbi za ptice, ali i opreme koju koriste i veza koje ostvaruju sa svojim pticama. Zbog toga je ova djelatnost upisana na UNESCO-ov popis nematerijalne svjetske baštine 2010. godine kao zajednička nematerijalna baština više zemalja (Ujedinjeni Arapski Emirati, Belgija, Češka, Francuska, Južna Koreja, Mongolija, Maroko, Katar, Saudijska Arabija, Španjolska i Sirija), kojima su se 2012. pridružile Austrija i Mađarska.
- Sokolar u UAE-u za „Dan sokolarenja”, 14. siječnja 2012.
- Sokolarka na konju
- Sokolar s orlom iz Karakola, Kirgistan

## Sokolarstvo danas
U nekim zračnim lukama (pr. Zračna luka Zagreb) postoje zaposlenici sokolari koji uvježbanim sokolovima protjeruju jata ptica koje predstavljaju opasnost za zrakoplove prilikom polijetanja ili slijetanja. 
Mnogi sokolari prezentiraju umjetnost sokolarstva, kojom prilikom ptice pokazuju svoje vještine leteći iznad gledatelja, obrušavajući se i vraćajući se na ruku sokolara.

## Vanjske poveznice
- Hrvatski sokolarski savez  Arhivirana inačica izvorne stranice od 16. rujna 2009. (Wayback Machine)
- Sokolarstvo u okolici dvorca Miljana  Arhivirana inačica izvorne stranice od 8. rujna 2009. (Wayback Machine)
- webstranica Ptice. net  Arhivirana inačica izvorne stranice od 21. listopada 2007. (Wayback Machine)